# انتفاضة ماو ماو
كانت انتفاضة ماو ماو (Mau Mau Uprising، 1952-1960)، والمعروفة أيضًا باسم تمرد ماو ماو، وحالة الطوارئ في كينيا، وثورة ماو ماو، حربًا بين السلطات البريطانية وجيش الحرية والأرض الكيني «كي إل إف إيه» (المعروف أيضًا باسم ماو ماو) في مستعمرة كينيا البريطانية (1920-1963). (KLFA: أو الماو ماو جيش الأرض والحرية الكيني، كان يتبع أسلوب حرب العصابات ويقوده السكان القاطنون في مركز كينيا وشرقها).
تحت هيمنة شعوب الكيكويو وميرو وشعب إمبو، ضم جيش الحرية والأرض الكيني أيضًا من وحدات من شعبي كامبا وماساي، الذين قاتلوا ضد المستعمرين الأوروبيين البيض المستوطنين في كينيا، والجيش البريطاني، والفوج الكيني المحلي (المستعمرون البريطانيون والميليشيات المحلية التابعة، وشعب الكيكويو الموالي للبريطانيين).
قُبض على قائد المتمردين المشير ديدان كيماثي في 21 أوكتوبر عام 1956، الأمر الذي أنبأ بهزيمة ماو ماو، ومع ذلك استمر التمرد إلى ما بعد استقلال كينيا عن بريطانيا، تقوده بشكل رئيسي وحدات ميرو بقيادة المشير موسى موارياما والجنرال بايمونج، أحد آخر جنرالات ماو ماو، الذي قُتل بعد وقت قصير من حصول كينيا على الحكم الذاتي.
فشل جيش الحرية والأرض الكيني (كي إل إف إيه) في الحصول على دعم شعبي واسع النطاق. يشير البروفيسور فرانك فوردي (أستاذ فخري لعلم الاجتماع بجامعة كينت في بريطانيا) في كتابه النظر في حرب الماو ماو إلى أن هذا كان بسبب السياسة البريطانية فرِّق تسُد، لكنه فشل في الاستشهاد بأي وثائق للحكومة البريطانية المعاصرة التي تؤكد كلامه.
ألف الجنرال السير فرانك كيتسون؛ الذي خدم في القوات الاستعمارية البريطانية في كينيا، كتابًا بعنوان «العصابات والعصابات المضادة» الذي يصف فيه تكتيك تلاعب الماو ماو بالعصابات المنافسة لها وتحريضها للقتال ضد بعضها البعض.
ظلت حركة ماو ماو منقسمةً داخليًا، رغم محاولات توحيد الفصائل، وفي الوقت نفسه طبق البريطانيون الاستراتيجيات والتكتيكات التي طوروها في قمع حالة الطوارئ المالايوية (1948-1960).
أحدثت انتفاضة ماو ماو صدعًا في المجتمع الاستعماري الأوروبي في كينيا والميتروبول (عاصمة الإقليم)، وأسفرت أيضًا عن انقسامات عنيفة داخل مجتمع كيكويو.
تكلفت بريطانيا لقمع انتفاضة ماو ماو في المستعمرة الكينية نحو 55 مليون جنيه إسترليني، وتسببت بمقتل ما لا يقل عن 11,000 شخصًا من الماو ماو وغيرها من القوات، وتوجد تقديرات تقول إن عدد القتلى كان أكبر، شمل ذلك 1,090 عملية إعدام في نهاية الحرب، وهو أكبر استخدام للإمبراطورية البريطانية لعقوبة الإعدام في زمن الحرب.

## أصل الكلمة
إن أصل مصطلح ماو ماو غير مؤكد، ووفقًا لبعض أعضاء ماو ماو، فإنهم لم يشيروا إلى أنفسهم أبدًا بهذا الاسم، بل فضلوا أن يحملوا اسم جيش الأرض والحرية العسكري الكيني (كي إل إف إيه) بدلًا من لقب ماو ماو.
تدعي بعض الكتب المنشورة مثل كتاب حالة طوارئ: القصة الكاملة لماو ماو لفريد مجدلاني أن مصطلح ماو ماو هو التهجئة المعكوسة لكلمة أوما أوما (التي تعني «اخرج اخرج»)، والتي كانت كلمةً مشفرةً عسكرية تعتمد على لعبة لغوية سرية كان يلعبها صبيان كيكويو في وقت ختانهم، وبواصل مجدلاني القول: إن البريطانيين استخدموا هذا اللفظ ببساطة كدلالة للمجتمع الإثني الكيكويو دون وضع أي تعريف محدد له.
يقول شعب أكامبا أن اسم ماو ماو أتى من «Ma Umua» التي تعني «أجدادنا». استُخدم هذا المصطلح لأول مرة أثناء ثورة الرعاة ضد عملية تقليص حجم البضائع القابلة للبيع التي حدثت في عام 1938 بقيادة مويندي مبينجو وأصر خلالها على مغادرة المستعمرين كينيا حتى يستطيع شعبه (شعب الكامبا) العيش بحرية مثل «زمن أجدادنا» إذ قال:
Twenda kwikala ta maau mau maitu, tuithye ngombe to Maau mau maitu, nundu nthi ino ni ya maau mau maitu.
والتي تعني بالعربية:
«نريد أن نعيش مثل أجدادنا، نحافظ على مواشينا مثل أجدادنا، لأن الأرض التي نعيش عليها ملك أجدادنا»
مع تقدم الحركة، اعتُمد لفظ معكوس تاجي من اللغة السواحلية يقول:
«Mzungu Aende Ulaya, Mwafrika Apate Uhuru»
بمعنى:
«دع الأجنبي يعود إلى الخارج، دع الإفريقي يستعيد استقلاله».
يفترض جيه. إم. كاريوكي، وهو عضو في ماو ماو اعتُقل أثناء النزاع، أن البريطانيين فضلوا استخدام مصطلح ماو ماو بدلًا من كي إل إف إيه) في محاولة لإنكار الشرعية الدولية لتمرد ماو ماو.
كتب كاريوكي أيضًا أن التمرد تبنى مصطلح ماو ماو لمواجهة ما اعتبروه بروباغندا استعمارية معادية. هناك أصل آخر محتمل للكلمة، وهو إساءة فهم الكلمة الكيكويوية الخاصة بالقَسم «muuma».
تشير المؤلفة والناشطة وانجاري ماثاي إلى أن القصة الأكثر إثارة بالنسبة لها هو أن أصل الاسم هو الجملة الكيوكية التي تعني في بداية القائمة. عندما تبدأ قائمة باللغة الكايوكية تقول «maũndũ ni mau» والتي تعني «القضايا الأساسية هي...» وترفع ثلاثة أصابع لتقديم هذه القضايا. تذكر ماثاي أن القضايا الثلاثة لماو ماو كانت الأرض والحرية والحكم الذاتي.

## الخلفية
كان التمرد المسلح لماو ماو هو ذروة الرد على الحكم الاستعماري، ورغم وجود حالات سابقة من المقاومة العنيفة للاستعمار، كانت ثورة ماو ماو هي الحرب الأعنف والأطول ضد الاستعمار في مستعمرة كينيا البريطانية.
كانت الأرض هي الرغبة البريطانية الرئيسية منذ البداية في كينيا، التي كانت لديها «بعض من أغنى الترب الزراعية في العالم، ومعظمها في المناطق حيث الارتفاع والمناخ اللذان يسمحان للأوروبيين بالاستقرار الدائم».
رغم أن الإعلان عن تأسيس مستعمرة حدث في عام 1920، بدأ الوجود الاستعماري البريطاني الرسمي في كينيا بإعلان صدر في 1 يوليو 1895، الذي زُعم فيه أن كينيا محمية بريطانية.
اتسم الوجود البريطاني في كينيا بالسلب والعنف حتى قبل عام 1895، وفي عام 1894، لاحظ النائب البريطاني السير تشارلز ديلكي في مجلس عموم المملكة المتحدة أن «الشخص الوحيد الذي استفاد حتى الوقت الحاضر من مشروعنا في قلب إفريقيا كان السيد وليم مكسيم».
في الفترة التي كانت تُفتح فيها المناطق الداخلية قسرًا في كينيا للاستيطان البريطاني، كان هناك الكثير من الصراعات، وارتكبت القوات البريطانية فظائع وحشية ضد السكان الأصليين.
كانت المعارضة للإمبريالية البريطانية موجودةً منذ بداية الاحتلال البريطاني، ومن أبرزها المقاومة الناندية منذ عام 1895 حتى عام 1905، وانتفاضة جيرياما 1913-1914، وثورة النساء ضد العمل القسري في مورانغافي عام 1947، واشتباك كولاوا في عام 1950.
فشلت كل الانتفاضات المسلحة في بداية الاستعمار البريطاني في كينيا. أدت طبيعة القتال في كينيا إلى قيام ونستون تشرشل بالتعبير عن قلقه في عام 1908 عما سيبدو الأمر عليه إذا تسربت الأخبار.

## أعمال ماو ماو الحربية
كان ماو ماو الجناح العسكري لفئة من المطالبين بالتمثيل السياسي والحرية في كينيا. بدأت المحاولة الأولى لتشكيل حزب سياسي على مستوى البلاد في 1 أكتوبر1944. سُميت هذه المنظمة الوليدة الاتحاد الثقافي الأفريقي الكيني. كان هاري توكو أول رئيس لها، لكنه سرعان ما استقال. تعددت الآراء حول سبب ترك توكو للاتحاد: يقول بيتويل أوغو أن «توكو وجد المسؤولية ثقيلة للغاية»؛ وصرح ديفيد أندرسون بأنه «خرج بحالة من الاشمئزاز» إذ أخذ القسم المتشدد في الاتحاد زمام المبادرة. غيّر الاتحاد اسمه إلى الاتحاد الأفريقي الكيني في عام 1946. كتبت المؤلفة وانجاري ماثاي أن العديد من المنظمين كانوا جنودًا سابقين قاتلوا مع البريطانيين في سيلان والصومال وبورما أثناء الحرب العالمية الثانية. عندما عادوا إلى كينيا، لم يتقاضوا أجورهم مطلقًا ولم يتلقوا اعترافًا بخدمتهم، في حين حصل أقرانهم البريطانيون على ميداليات وحصلوا على أراض، بعضها من قدامى المحاربين الكينيين.
أدى فشل الاتحاد في تحقيق أي إصلاحات هامة أو مواجهة مظالم السلطات الاستعمارية إلى انتقال المبادرة السياسية إلى شخصيات أصغر سنًا وأكثر تشددًا داخل الحركة النقابية الكينية الأصلية وفي أوساط سكان المناطق العشوائية على أراضي المستوطنين في وادي ريفت وفروع الاتحاد في نيروبي ومناطق شعب الكيكويو في المقاطعة الوسطى. سعى سكان مستوطنة أولينغوروني في نحو عام 1943، إلى إضفاء التطرف على الشعائر التقليدية لقسَم اليمين، ومددوا شرعيته ليشمل النساء والأطفال. بحلول منتصف خمسينيات القرن العشرين، أدى القسَم نحو 90% من شعب كيكويو وإمبو وميرو. في 3 أكتوبر 1952، أعلن ماو ماو ضحيته الأوروبية الأولى عندما طعن عناصره امرأة حتى الموت بالقرب من منزلها في ثيكا. بعد ستة أيام، في 9 أكتوبر، قُتل القائد الأعلى واروهيو بالرصاص في وضح النهار في سيارته، فكانت ضربة قوية للحكومة الاستعمارية. كان واروهيو أحد أقوى مؤيدي الوجود البريطاني في كينيا. أعطى اغتياله إيفلين بارينغ الدافع الحاسم لطلب الإذن من مكتب المستعمرات لإعلان حالة الطوارئ.

كانت هجمات ماو ماو بمعظمها منظمة ومخططة بشكل جيد. 
...اقتصرت هجمات ماو ماو على الليل وحيث كانت مواقع الموالين ضعيفة، نظرًا لافتقارهم للأسلحة الثقيلة وبسبب التحصين المكثف لمواقع الشرطة والحرس الداخلي. كانت سريعة ووحشية في بدايتها، إذ كان المتمردون قادرين على تحديد الموالين بسهولة لأنهم كانوا بمعظمهم من السكان المحليين في مجتمعهم نفسه. كانت مذبحة لاري مقارنة بغيرها بارزة إلى حد ما وعلى النقيض من هجمات ماو ماو العادية التي استهدفت في كثير من الأحيان الموالين فقط، لكن دون هذا الكم الكبير من الضحايا في صفوف المدنيين. «حتى الهجوم على لاري من وجهة نظر قادة المتمردين كان استراتيجيًا ومحددًا».
كان قادة ماو ماو، على عكس الحرس الداخلي الذي وُصف بأنه «تابع للإمبريالية البريطانية»، ذوي تعليم جيد نسبيًا. كان الجنرال غاتونغا سابقًا مدرسًا مسيحيًا محترمًا وواسع الاطلاع في مجتمع كيكويو المحلي الذي ينتمي إليه. عُرف عنه تسجيل هجماته بدقة في سلسلة من خمسة دفاتر، والتي غالبًا ما كانت عند تنفيذها سريعة واستراتيجية، واستهدفت قادة المجتمع الموالين الذين كان يعرفهم سابقًا أثناء عمله مدرسًا.
تمثلت الاستراتيجية العسكرية لماو ماو في الأساس بهجماتٍ شبيهة بحرب العصابات شُنت تحت جنح الظلام. استخدموا في هجماتهم أسلحة مسروقة مثل البنادق والمناجل والأقواس والسهام. ذبحوا الماشية، وفي إحدى المرات، سمموا قطيعًا كاملًا.
شكلت النساء جزءًا أساسيًا من جيش ماو ماو، لا سيما في الحفاظ على خطوط الإمداد. تمكّن في البداية من تجنب الاشتباه بهن، وانتقلن عبر المناطق الاستعمارية وبين مخابئ ماو ماو ومعاقلها، لتقديم الإمدادات والخدمات الحيوية لمقاتلي حرب العصابات بما في ذلك الطعام والذخيرة والرعاية الطبية، وبالطبع المعلومات. قاتل عدد غير معروف منهن أيضًا في الحرب، وحملت المارشال موثوني أعلى رتبة بينهن.

## رد الفعل البريطاني
كان الرأي البريطاني والعالمي يعتبر ماو ماو طائفة قبلية متوحشة وعنيفة وفاسدة، تمثل تعبيرًا عن المشاعر الجامحة وليس العقل. كان جيش ماو ماو «قبيلة منحرفة» سعت لإعادة شعب كيكويو إلى «الأيام الخوالي السيئة» قبل الحكم البريطاني. كان التفسير البريطاني الرسمي للثورة خاليًا من رؤى الخبراء الزراعيين ودعاة الإصلاح الزراعي والاقتصاديين والمؤرخين، أو حتى الأوروبيين الذين أمضوا فترة طويلة في العيش بين شعب الكيكويو مثل لويس ليكي. بل اعتمد البريطانيون، وليس للمرة الأولى، على الآراء المزعومة لأطباء علم النفس الإثني؛ عاد الأمر إلى الدكتور جون كولين كاروثرز لإجراء التحليل المطلوب على جيش ماو ماو. وجّه هذا التحليل النفسي الإثني الحرب النفسية البريطانية، التي صورت ماو ماو على أنها «قوة شر غير عقلانية، تهيمن عليها الدوافع الوحشية وتتأثر بالشيوعية العالمية»، ووجّه أيضًا تقرير كورفيلد، الذي قدم دراسة رسمية لاحقة للتمرد.
أصبحت الحرب النفسية ذات أهمية أساسية للقادة العسكريين والمدنيين الذين حاولوا «التأكيد على وجود حرب أهلية في الواقع، وأن الصراع لم يكن بين السود والبيض»، في محاولة منهم لعزل ماو ماو عن كيكويو، وكيكويو عن بقية سكان المستعمرة والعالم خارجها. لم تلعب هذه الجهود الدعائية دورًا أساسيًا في توسيع الخلاف بين ماو ماو وكيكويو بشكل عام، ولو أنها ساهمت في عزل ماو ماو عن السكان الآخرين من غير شعب الكيكويو.
بحلول منتصف ستينيات القرن العشرين، اعتُرض على وجهة النظر التي تعتبر ماو ماو مجرد فئة ناشطة غير عقلانية، وذلك من خلال مذكرات أعضاء وقادة سابقين اعتبروها مكونًا أساسيًا، وإن كان راديكاليًا، من القومية الأفريقية في كينيا ومن خلال الدراسات الأكاديمية التي حللت الحركة بأنها رد حديث وقومي على ظلم الهيمنة الاستعمارية واضطهادها.
لا يزال النقاش محتدمًا داخل المجتمع الكيني وفي أوساط المجتمع الأكاديمي داخل وخارج كينيا بشأن طبيعة ماو ماو وأهدافها، وكذلك مواجهة التمرد والآثار المترتبة عليه. غالبًا ما يُنظر إلى الصراع في الأوساط الأكاديمية على أنه حرب أهلية داخل كيكويو، وصفٌ لا يزال غير محبذ للغاية في كينيا، إذ يعود سبب ذلك بجزءٍ منه إلى أن العديد من شعب الكيكويو قاتل ضد ماو ماو إلى جانب الحكومة الاستعمارية وانضم إليهم في التمرد. وصف كينياتا الصراع في مذكراته بأنه حرب أهلية وليس تمردًا. كان أحد أسباب اقتصار الثورة بمعظمها على شعب كيكويو، أنهم كانوا أكثر تضررًا من غيرهم نتيجة للجوانب السلبية للاستعمار البريطاني.
يعتبر ونياباري أو. مالوبا نهوض حركة ماو ماو «أحد أهم الأحداث في التاريخ الأفريقي الحديث». ومع ذلك، اعتبر ديفيد أندرسون أن عمل مالوبا والأعمال المماثلة نتاج «تجرع دعاية حرب ماو ماو بسهولة كبيرة»، مشيرًا إلى تشابه هذا التحليل مع الدراسات «المبسطة» السابقة حول ماو ماو. صوّر هذا العمل السابق حرب ماو ماو بعبارات تدل على وجود قطبين فيها، «وكأنها نزاع بين القوميين المناهضين للاستعمار والمتعاونين الاستعماريين». قوبلت دراسة كارولين إلكينز لعام 2005، تصفية الحساب الإمبراطوري، بنقد مماثل، فضلًا عن انتقادها بسبب أسلوبها الانفعالي.